# Verlag Ferdinand Schöningh
Verlag Ferdinand Schöningh este o editură germană care a fost înființată pe 12 mai 1847 la Paderborn de către librarul Ferdinand Schöningh, originar din Meppen/Emsland.  Începând din 1 ianuarie 2017 Verlag Ferdinand Schöningh a fost inclusă în  editura Brill.

## Program editorial
Accentul în activitatea de publicare a fost pus pe domeniile istorie contemporană, teologie științifică, filosofie, filologie și pedagogie. În plus, editura a publicat câteva ediții majore (ediții critice de Augustin, Friedrich și August Wilhelm Schlegel și Wilhelm von Humboldt, istoria conciliilor papale în 40 de volume scrisă de istoricul papal Walter Brandmüller, colecția în facsimil Biblia Slavica și de cercetare de mare ediție a Inchiziția Romană și studiile academice cu privire la Inchiziție și Index librorum prohibitorum), precum și studiile de teologie catolică scrise de Friedrich Wilhelm Weber și Luise Hensel.
Una dintre cele mai influente persoane din istoria editurii a fost directorul Franz Honselmann. 